# خاویر کاردناس
خاویر کاردناس (اسپانیایی: Javier Cárdenas‎; ۸ دسامبر ۱۹۵۲ – ۲۵ ژوئن ۲۰۲۲) بازیکن فوتبال اهل مکزیک بود.
از باشگاه‌هایی که در آن بازی کرده‌است می‌توان به باشگاه فوتبال گوادالاخارا اشاره کرد.
وی همچنین در تیم ملی فوتبال مکزیک بازی کرده‌است.